# Thermisch spuiten

Plasma spuiten

Thermisch spuiten is een vormgevingstechniek waarbij door het toevoegen van een materiaal een deklaag aan een substraat (ondergrond) wordt voorzien. Het toevoegen van het materiaal gebeurt door het spuiten van een gesmolten materiaal op de ondergrond.
In het thermisch spuitproces wordt het toe te voegen materiaal gesmolten en met hoge snelheid op de ondergrond gespoten. Dit smelten van het toe te voegen materiaal kan op verschillende manieren gebeuren. Dit kan met een vlam of in een lasboog of in een plasma zijn. 

## Proces

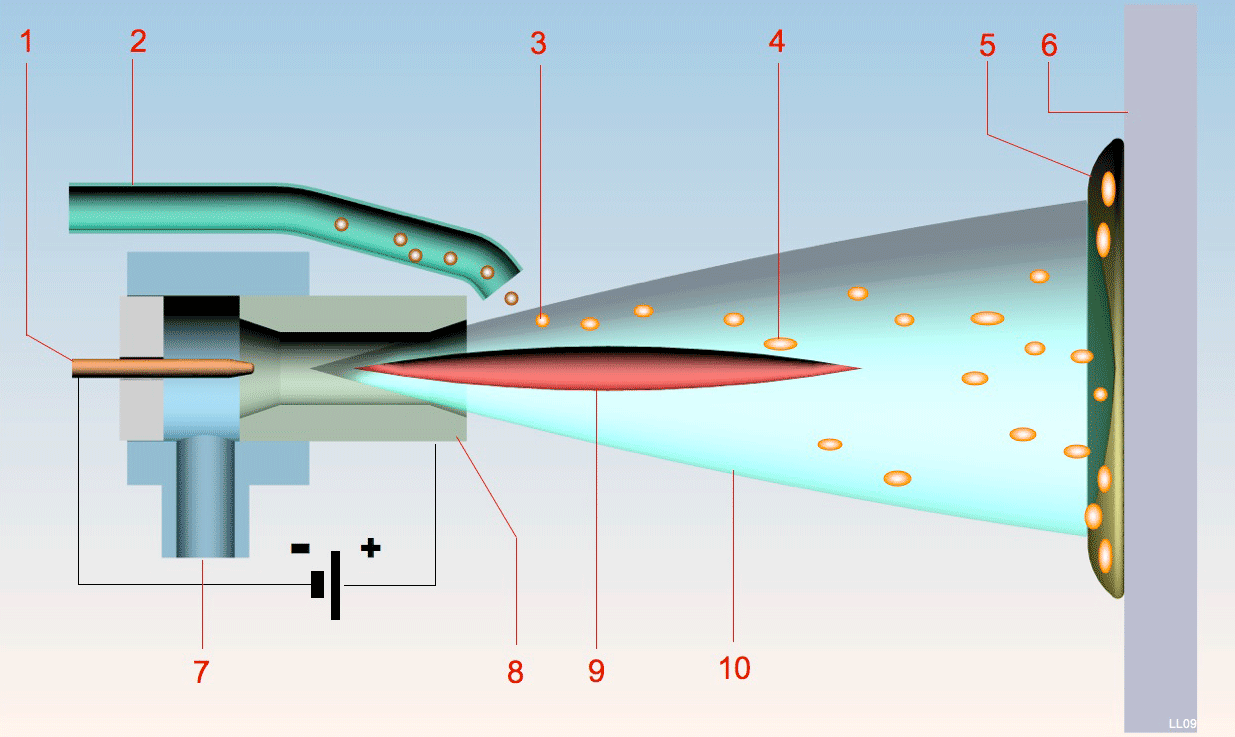
Plasmaspuitproces. 1 Kathode. 2 Poeder toevoer. 3 Poeder deeltje. 4 Gesmolten poederdeeltje. 5 Smelt (splat). 6 Substraat (ondergrond). 7 Gas toevoer. 8 Anode. 9 Plasma boog. 10 Vlamboog met gesmolten poederdeetjes.

Alle processen hebben hun eigen karakteristieke eigenschappen zoals vlamtemperatuur en deeltjessnelheid. Algemeen wordt bij thermisch spuiten, energie toegevoerd om het te verspuiten materiaal, in draad of poedervorm, om en nabij het smeltpunt te brengen en vervolgens te verstuiven. De gesmolten deeltjes worden door middel van perslucht of zuurstof verstoven naar het substraat. Hier vormen de deeltjes een hechtlaag.
Thermisch spuiten is, met slechts één uitzondering, een koud proces. Hiermee wordt bedoeld dat ongeacht de warmtebron waarin het metaal gesmolten en verstoven wordt, het werkstuk slechts een geringe temperatuurverhoging krijgt. Bij de gebruikelijke substraat temperatuur van 50 tot 200 °C kan geen vervorming, structuurverandering of opmenging plaatsvinden.

## Hechting
Om een optimale hechting te krijgen tussen de coating en het substraat is het belangrijk dat het substraat goed gereinigd is. De onderdelen worden vetvrij gemaakt en vervolgens gestraald om de hechting te vergroten. Tussen de spuitdeeltjes onderling en het substraat kunnen de volgende hechtingprincipes ontstaat:
- Mechanische hechting
- Metallurgische hechting
- Fysische hechting

De structuur van een koud gespoten laag is lamellair, enigszins gelijkend op een gietijzerstructuur. Van sommige gespoten metaallagen zijn microporiën en oxide-insluitingen mede de oorzaak van een laag wrijvingscoëfficiënt en een hoge hardheid. Een voordeel van microporeuze spuitlagen is dat ze zeer goed een smeermiddel opnemen. Hierdoor wordt slijtage door metaal op metaalcontact voor een deel voorkomen. 
De thermische spuittechniek heeft één groep van materialen die bekendstaan onder de naam zelfvloeiende legeringen of hardmetalen. De materialen krijgen na opspuiten een warmtebehandeling op 1050 – 1150 °C. Dit wordt ook wel fusen genoemd. De structuur van deze warm gespoten lagen "hardfacing materialen", die vergelijkbaar zijn met stellieten (zoals hastelloy) of opgelaste materialen, is homogeen en de mechanische sterkte is daardoor belangrijk hoger. Deze lagen kunnen in tegenstelling tot andere thermisch gespoten lagen wel een stoot, lijn of puntbelasting weerstaan. 
Warm gespoten lagen hebben als basismateriaal nikkel, chroom of kobalt, eventueel met toevoeging van wolframcarbiden en kunnen geleverd worden in de hardheid van Rc 30 tot en met Rc 75. Dergelijke ingesmolten lagen hebben een zeer grote weerstand tegen chemische corrosie, slijtage, hitte oxidatie en stotende of zware mechanische belasting.

## Begrippen
De begrippen welke in het thermisch spuitproces worden toegepast zijn:
- Koud spuiten. Hierbij wordt het toe te voegen materiaal dusdanig versneld dat bij het neerslaan op de ondergrond de vrijkomende kinetische energie ervoor zorgt dat het materiaal gedeeltelijk smelt.
- Warm spuiten. In tegenstelling tot het koud spuiten wordt bij het warm spuiten eerst het materiaal gesmolten. Vervolgens wordt het gesmolten materiaal op de ondergrond gespoten.

## Types thermisch spuiten
Toegepaste thermische spuitprocessen zijn:
- Vlamspuiten. Verhitting door verbranding van een brandstof-zuurstof mengsel.
  - autogeen draadspuiten;
  - autogeen poederspuiten;
  - explosief spuiten;
  - High-velocity oxy-fuel coating spraying (HVOF). Een mengsel van gas of vloeistof wordt samen met zuurstof in een verbrandingskamer toegevoerd. Tezamen met deze gasstroom wordt een poeder toegevoerd. Door de warmte smelt het poeder gedeeltelijk en wordt op deze manier op een ondergrond gespoten.
- Elektrisch spuiten. Energie afkomstig van elektrische energie meestal door een boogontlading.
  - elektrisch draadspuiten.
- Plasmaspuiten (verhitting door boog, met gasinjectie):
  - plasmaspuiten. Hierbij is de energie afkomstig is van elektrische energie met gasinjectie.
  - lagedrukplasmaspuiten.
- Cold Spray of Gas Dynamic Spray (GDS)
  - kleine metaalpoederdeeltjes worden versneld tot snelheden tot 600 m/s waardoor ze bij inslag plastisch deformeren en er hechting optreedt. Tijdens dit proces wordt het substraat niet warmer dan 90 C waardoor geen vervorming of structuurverandering optreedt.

## Toepassingen
- Corrosiebescherming
- Opdikken ondergrond bij reparaties
- Toevoegen slijtlaag
- Elektrische geleiding

## Geschiedenis
De Zwitser Max Ulrich Schoop deed in 1882 zijn eerste patentaanvraag. Deze patenten omschreven een techniek die draden deed smelten in een gemodificeerd oxy-acetyleen pistool. De ontwikkeling betreffende de benodigde spuitapparatuur om tot reproduceerbare deklagen op een substraat te komen heeft sindsdien vele fasen doorlopen.